# Eois deleta
Eois deleta är en fjärilsart som beskrevs av William Schaus 1912. Eois deleta ingår i släktet Eois och familjen mätare. Inga underarter finns listade i Catalogue of Life.